# Château de Moulbaix
Le château de Moulbaix (aussi château du Chasteler ou château de la Forêt) est un château appartenant initialement à la famille du Chasteler et situé près du village de Moulbaix dans l'arrondissement d'Ath, en province de Hainaut (Région wallonne,Belgique). Le château de style néo-Tudor fut conçu vers 1860 par l'architecte athois Désiré Limbourg. Incendié et restauré en 1889, il fait partie d'un domaine de 62 hectares, dont 2 hectares de parc paysager conçus par le paysagiste Louis Fuchs.
Le château appartient à la famille Govaert. Il est classé au patrimoine de la Wallonie mais en péril, car laissé à l'abandon depuis 2005.

## Historique

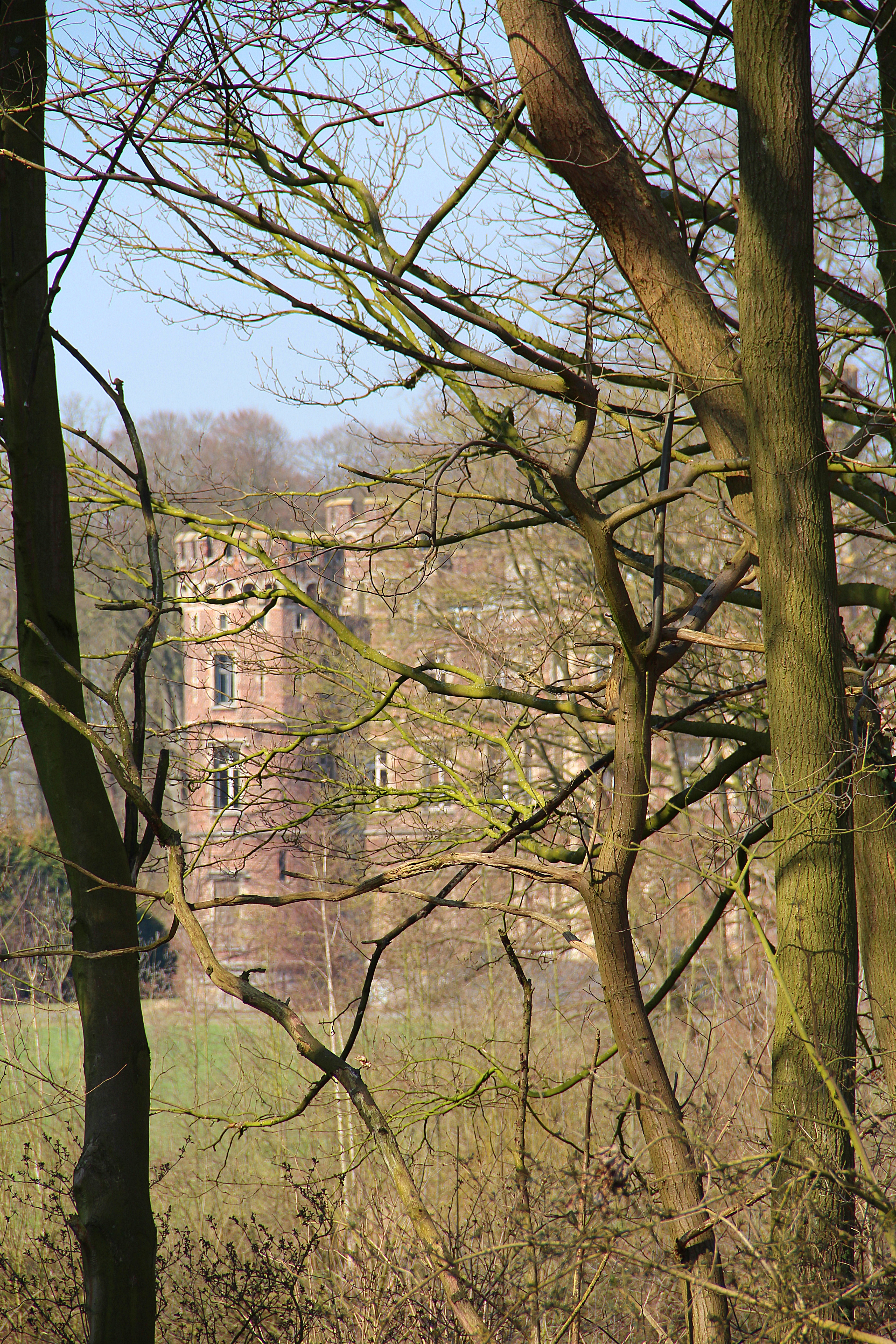
Le château du Chasteler, laissé à l'abandon.

Dès la fin du Moyen Âge, la famille du Chasteler possède la plus grande partie du bourg de Moulbaix. Le château médieval est remplacé en 1860 par un imposant édifice néo-médiéval à l'anglaise (style néo-Tudor) dessiné par l'architecte athois Désiré Limbourg à la demande du marquis Oswald du Chasteler (1822-1865), descendant de l'ancienne famille du Chasteler appartenant à la noblesse belge hennuyère et installée depuis la fin du Moyen Âge dans le village. Le château a remplacé un hôtel de 1502. Il est implanté sur l'ancienne motte féodale avec basse-cour dont il subsiste quelques vestiges dans la propriété. Le château fut restauré sous la direction de Limbourg après un incendie.  
Construit en brique et pierre de taille calcaire sur un soubassement en moellons de même nature, l'édifice de plan rectangulaire, flanqué de quatre tours d'angle renforcées de tourelles octogonales sur les quatre faces. Onze tours crénelées, percées de meurtrières ou de canonnières, s'ornent de faux mâchicoulis. Des échauguettes complètent le décor en façade. Le château compte 344 fenêtres. Le château est entouré d'un parc de 62 hectares dont 2 hectares de parc paysager dessiné par l’architecte de jardins Louis Fuchs (1814-1873), le créateur du Le Bois de la Cambre à Bruxelles.
Inoccupé depuis les décès du comte Aymard d'Ursel (1923-2005) et de la comtesse d'Ursel née Nadine de Spoelberch (1922-2007), le château et le parc ont été vendus aux enchères par leurs sept enfants en janvier 2016.  
Lors d'une vente publique en 2016, le château, ses abords et dépendances ainsi que diverses terres sont adjugées à la famille Govaert pour 3,725 millions d'euros.  